# Chiretolpis sinapis
Chiretolpis sinapis là một loài bướm đêm thuộc phân họ Arctiinae, họ Erebidae.